# Магдалена Гурська
Магдалена Гурська (пол. Magdalena Górska, нар. 21 вересня 1981, Варшава, Польща) — польська акторка.

## Біографія
Магдалена Гурська народилася в 1981 р. У 2004 р. закінчила Варшавську театральну академію, дівчина захистила магістерську дисертацію на тему «Навколо театру Крістіана Лупи».
У сім'ї Магдалени не було акторів, проте її мама ще в дитинстві записала дівчинку в театральну школу, це визначило майбутню професію юного обдарування. На сцені театру акторка дебютувала у дванадцятирічному віці у постановці «Банкрутство маленького Джека» , в п'ятнадцять — вперше знялася в кіно (серіал «Клан»). 
Свою першу головну театральну роль акторка отримала у виставі «Фредерік, або Бульвар злочинів» Шміта і Петра Фрончевських. Магдалені Гурській вдалося попрацювати з такими режисерами як Ян Якуб Кольський, Кшиштоф Зануссі, Владислав Пашиковський та іншими. Вона грала в серіалах «Магда М.» , «Злочини» , «"Л" означає Любов».
Великий вплив на кар'єру артистки справила робота за кордоном. У 2007 р. Магдалена Гурська пройшла кастинг і була затверджена на роль польки Ханни, закоханої в радянського солдата (якого зіграв Сергій Безруков), в картині російського виробництва «У червні 41-го». У 2007 р. акторка також взяла участь у зйомках фільму «Кам'яна війна» (спільного виробництва США, Фінляндії, Італії та Литви), в 2009 р. отримала роль в українському серіалі «Тільки кохання».

## Фільмографія
- 2018 — Фронт — Катаріна
- 2016 — Пожежники — Єва Бондига (1 епізод)
- 2014 — Не турбуйтесь про мене — кандидат (1 епізод)
- 2012 — Комісар Алекс — лікар (1 епізод)
- 2011 — Війна Стоуна — Даша
- 2010 — Німець — Катя
- 2010 — Замах — Рада
- 2010 — Тільки кохання — вчителька англійської мови Ольга
- 2009 — У бурі — Магда
- 2008 — У червні 41-го — Ханна
- 2008 — Кам'яна війна — Даша
- 2008 — Приманка — медексперт
- 2007 — Тестостерон — фісташкова дівчина в «Оазе»
- 2006 — Ми всі Христи — студентка
- 2005 — Магда М. — Аліна Галицька
- 2005 — Приречений на блюз — помічниця Грюбер
- 2004 — Сцени з повстання — санітарка Магда
- 2004 — Злочини — Патрісія Бродецька
- 2004 — «Л» означає Любов — Оля Моравська
- 2001 — Відьмак — Адда